# Березовка (Ровеньковский городской совет)
Березовка (укр. Березівка) — село, относится к Свердловскому городскому совету Луганской области Украины. Под контролем самопровозглашённой Луганской Народной Республики.

## География
Село расположено на левом берегу реки Нагольной. Соседние населённые пункты: посёлки Иващенко на юге, Нагольно-Тарасовка (ниже по течению Нагольной) на юго-западе, Киселёво на северо-западе, посёлок Калининский, сёла Антракоп, Рытиково (выше по течению Нагольной) и Матвеевка на северо-востоке.

## Население
Население по переписи 2001 года составляло 31 человек. Население на 2011 год — 6 человек.

## Общие сведения
Почтовый индекс — 94792. Телефонный код — 6433. Занимает площадь 0,02 км². Код КОАТУУ — 4412346701.

## Местный совет
94792, Луганская обл., Ровеньковский городской совет, пгт. Нагольно-Тарасовка, ул. Торговая, 5